# ديف ويلتشاير
ديف ويلتشاير (بالإنجليزية: Dave Wiltshire)‏ هو لاعب كرة قدم بريطاني، ولد في 8 يوليو 1954. لعب مع نادي غيلينغهام.